# Clubiona mimula
Clubiona mimula är en spindelart som beskrevs av Chamberlin 1928. Clubiona mimula ingår i släktet Clubiona och familjen säckspindlar. Inga underarter finns listade i Catalogue of Life.